# 레오니드 스타드니크
레오니드 스테파노비치 스타드니크(우크라이나어: Леонід Степанович Стадник, 1970년 8월 5일 ~ 2014년 8월 25일)는 우크라이나의 수의사로 한때 세계 최장신으로 알려졌다.
그는 키가 257cm로 현재 가장 키가 크다고 알려진 사람이다. 2007년 8월에 기네스 북으로부터 최장신으로 인정받은 적이 있다. 당시 측정은 하지 않았다. 그러자 기네스 북에서 6개월 만에 다시 측정을 요구했다. 하지만 레오니드 스타드니크는 측정을 거부하였고 그 일로 인해 기네스 기록을 박탈당하였다.

## 같이 보기
- 바오시순
- 로버트 워들로
- 술탄 쾨센